# Хализов, Святослав Игоревич
Святослав Игоревич Хализов (8 февраля 1963, Ленинград — 6 июня 2010, Санкт-Петербург) — советский и российский хоккеист, заслуженный мастер спорта России, мастер спорта СССР международного класса, защитник. Чемпион мира (1989).

## Биография
Начинал играть в ДЮСШ СК «Сокол» у тренера Сергея Боброва. В 1977 году вместе с Бобровым перешёл в СДЮШОР СКА. В 1978 году, в составе команды СКА (1963 г.р.), выиграл юношеское первенство Ленинграда. С 1978 по 1980 год играл за СКА в молодёжном первенстве СССР.
В сезоне 1979/80 дебютировал в игравшей во второй лиге чемпионата СССР команде ВИФК.
Летом 1980 года главный тренер ЦСКА Виктор Тихонов пригласил Хализова в команду. В ЦСКА играл, в основном, за молодёжную команду, в составе которой стал в 1982 году чемпионом СССР среди молодёжи. За основной состав ЦСКА провёл 9 матчей в чемпионате СССР и выиграл первенство Вооружённых сил СССР.
Привлекался в юниорскую сборную СССР, с которой стал чемпионом Европы в 1981 году. В решающем матче чемпионата со сборной Чехословакии (3:3), с подачи Олега Знарка, сравнял счёт. Эта шайба принесла золотые медали команде СССР.
Играл за молодёжную сборную на чемпионате мира 1982 года. В составе молодёжной сборной стал чемпионом мира в 1983 году.
По окончании сезона 1981/82 принял приглашение Бориса Михайлова вернуться в ленинградский СКА.
Успешным для Хализова был сезон 1986/87 годов. В августе 1986 года стал победителем первенства Вооруженных сил СССР. В марте 1987 года, в составе сборной вооруженных сил СССР, стал чемпионом Спартакиады дружественных армий (СКДА). В апреле вместе с командой СКА стал бронзовым призёром чемпионата СССР.
В декабре 1987 со сборной клубов СССР совершил турне по США.
В составе национальной сборной СССР дебютировал 25 марта 1989 года в товарищеском матче против сборной Финляндии (6:0).
В 1989 году старший тренер национальной сборной СССР Виктор Тихонов пригласил Хализова в состав команды на чемпионат мира в Швеции. Принял участие в матчах со сборными США (4:2), Польши (12:1), Канады (4:3) и Швеции (5:1). В матчах со сборными США, Польши и Швеции выходил на площадку в составе защитной пары с Алексеем Гусаровым, в матче с Канадой с Ильёй Бякиным. По итогам турнира стал обладателем золотых медалей чемпионата мира и чемпионата Европы. За успехи на чемпионате мира Хализову было присвоено звание мастера спорта СССР международного класса.
По окончании чемпионата мира сборная СССР, с Хализовым в составе, выехала в Токио, где одержала победу в международном турнире «Кубок Японии».
По результатам сезона 1988/89 Святослав Хализов вошёл в список лучших хоккеистов страны (список 34-х).
В составе СКА принял участие в матче с командой НХЛ «Вашингтон Кэпиталз» (4:5) во время суперсерии 1989 года.
По окончании сезона 1989/90 демобилизовался из рядов ВС СССР. Сезон 1990/91 провёл в «Ижорце».
В 1991 году уехал играть в Германию, где провёл три сезона в команде бундеслиги «Вайсвассер» (1991—1994) и по одному сезону в командах низших немецких лиг «Геретсрид» (1994/95), «Вернау/Эсслинген» (1995/96), «Вальдкрайбург» (1996/97).
В 1997 году вернулся в СКА, в котором отыграл два сезона. Завершил карьеру игрока в 1999 году.
В чемпионатах СССР и России — 281 и 137 матчей, 39 заброшенных шайб.
Завершив карьеру игрока, перешёл на тренерскую должность, став работать с молодёжью в городской СДЮШОР. В 2006—2008 годах работал помощником главного тренера в команде первой лиги первенства России ХК «Питер». С 2008 по 2010 год работал в тренерском штабе фарм-клуба СКА ХК ВМФ.
Умер 6 июня 2010 года у себя на даче от сердечного приступа.
Похоронен на Южном кладбище (Санкт-Петербург).

## Семья
Дочь — Мария.

## Достижения

### Командные
- Чемпион мира — 1989
- Чемпион Европы — 1989
- Бронзовый призёр чемпионата СССР — 1987
- Чемпион мира среди молодёжи — 1983[7]
  - Участник чемпионата мира среди молодёжи — 1982[7]
- Чемпион Европы среди юниоров — 1981[6]
- Чемпион СССР среди молодёжи — 1982[4]
- Обладатель «Кубка Японии» (в составе сборной СССР) — 1989[12]
- Победитель Спартакиады дружественных армий (Румыния) (в составе сборной Вооруженных сил СССР) — 1987[9]
- Третий призёр международного турнира «Приз Ленинградской правды» (в составе сборной Ленинграда) — 1984[16]
- Обладатель «Ганацкого кубка» (ЧССР) — 1981[17]
- Победитель международного турнира «Моtorol-83» (Норвегия) — 1983[18]
- Победитель Международного зонального турнира на призы газеты «Советский спорт» (Ленинград) — 1983[19]
- Второй призёр Международного зонального турнира на призы газеты «Советский спорт» (Таллин) — 1985[20]
- Третий призёр Международного зонального турнира на призы газеты «Советский спорт» (Ленинград, Свердловск) (2) — 1986[19], 1988[21]
- Обладатель «Hammers Cup» (Швеция) — 1997[22]
- Третий призёр международного турнира в Эрншёльдсвике (Швеция) (2) — 1997[22], 1998[23]
- Победитель первенств Вооруженных сил СССР (2) — 1982[5], 1986[8]
- Победитель турнира «Каменный цветок» (Свердловск) — 1986[24]
- Третий призёр международного турнира «Кубок Прикамья» (Пермь) — 1998[25]

### Личные
- Заслуженный мастер спорта России (2005)
- Мастер спорта СССР международного класса[26] (1989)
- Включен в список лучших хоккеистов Советского Союза («Список 34-х») по итогам сезона 1988/89[27]

## Память
28 февраля 2013 года Святослав Хализов был введён в Галерею славы хоккейного клуба СКА. Штандарт с его портретом и номером 5, под которым он играл в СКА, поднят под своды Ледового дворца в Санкт-Петербурге.